# Fanni Illés
Fanni Illés (1 de mayo de 1992) es una deportista húngara que compite en natación adaptada. Ganó dos medallas en los Juegos Paralímpicos de Verano, oro en Tokio 2020 y plata en París 2024.

## Palmarés internacional
| Juegos Paralímpicos | Juegos Paralímpicos | Juegos Paralímpicos | Juegos Paralímpicos |
| Año                 | Lugar               | Medalla             | Prueba              |
| ------------------- | ------------------- | ------------------- | ------------------- |
| 2020                | Tokio (Japón)       | Medalla de oro      | 100 m braza SB4     |
| 2024                | París (Francia)     | Medalla de plata    | 100 m braza SB4     |